# Ендру Џонсон
Ендру Џонсон (енгл. Andrew Johnson; Рали, 29. децембар 1808 — Елизабетон, 31. јул 1875) је био амерички политичар. Постао је председник САД 1865. године након атентата на председника Абрахама Линколна. Био је први председник Сједињених Држава против кога је покренут опозив са дужности, али неуспешан.
У тренутку сецесије јужњачких држава, Џонсон је био сенатор из Гринвила у источном Тенесију. Био је униониста и био је једини јужњачки сенатор који није напустио свој положај након сецесије. Постао је најистакнутији ратни демократа са југа. 1862. године, Линколн га је поставио за војног гувернера окупираног Тенесија, где се показао као енергичан и ефикасан у борби против побуне и почетку преласка ка фази Реконструкције.
Џонсон је номинован за потпредседника 1864. године. Он и Линколн су изабрани у новембру 1864. Џонсон је наследио позицију председника након атентата на Линколна, 15. априла 1865. Оптужен за кршење Устава, Џонсон је био приморан да се 1869. године повуче са председничког положаја.